# Jack Adams Award

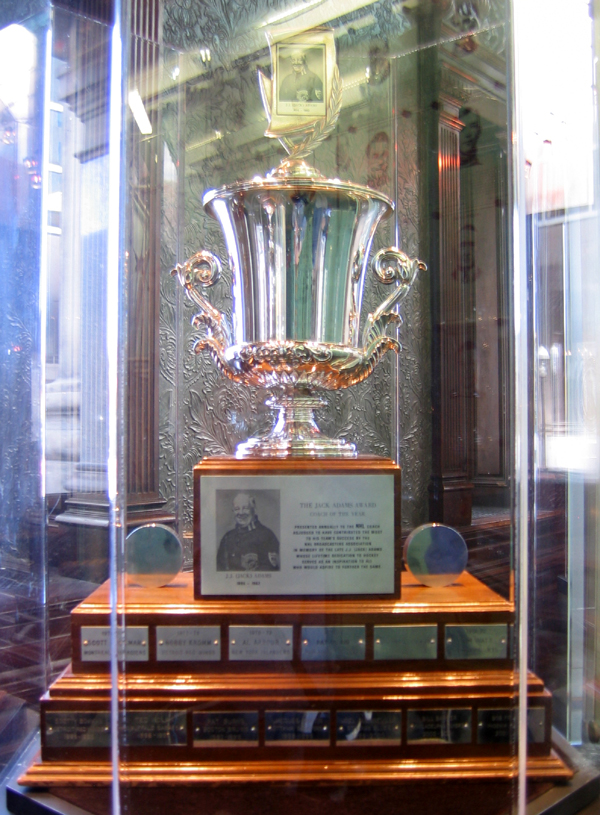
Jack Adams Award.

Jack Adams Award är en årlig utmärkelse till den tränare i National Hockey League som bedömts ha bidragit mest till sitt lags framgång under grundserien. Vinnaren utses efter omröstning av National Hockey League Broadcasters' Association. 

## Historik
Priset, som introducerades säsongen 1973–74, är uppkallat efter Jack Adams, tränare och sportdirektör i Detroit Red Wings och spelare i Toronto Arenas, Toronto St. Patricks, Vancouver Millionaires och Ottawa Senators.
Pat Burns är den enda som vunnit priset tre gånger. Barry Trotz, John Tortorella, Jacques Lemaire, Pat Quinn, Jacques Demers och Scotty Bowman har vunnit två gånger var.

## Vinnare

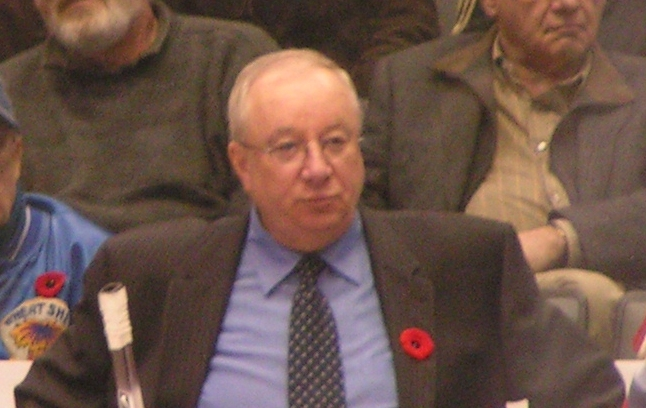
Jacques Demers har vunnit Jack Adams Award två gånger och den enda som har vunnit två i rad.

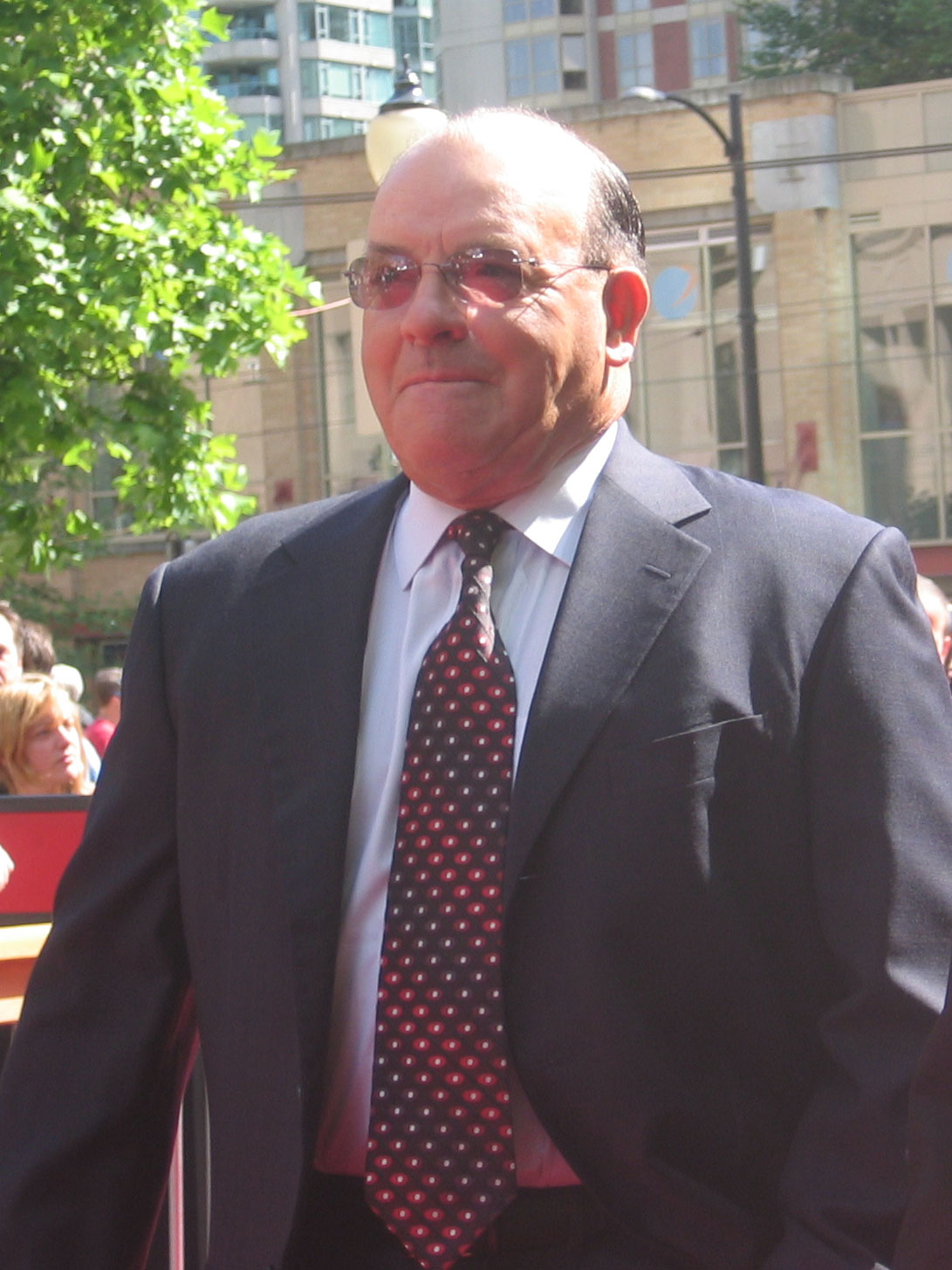
Scotty Bowman har vunnit Jack Adams Award två gånger.

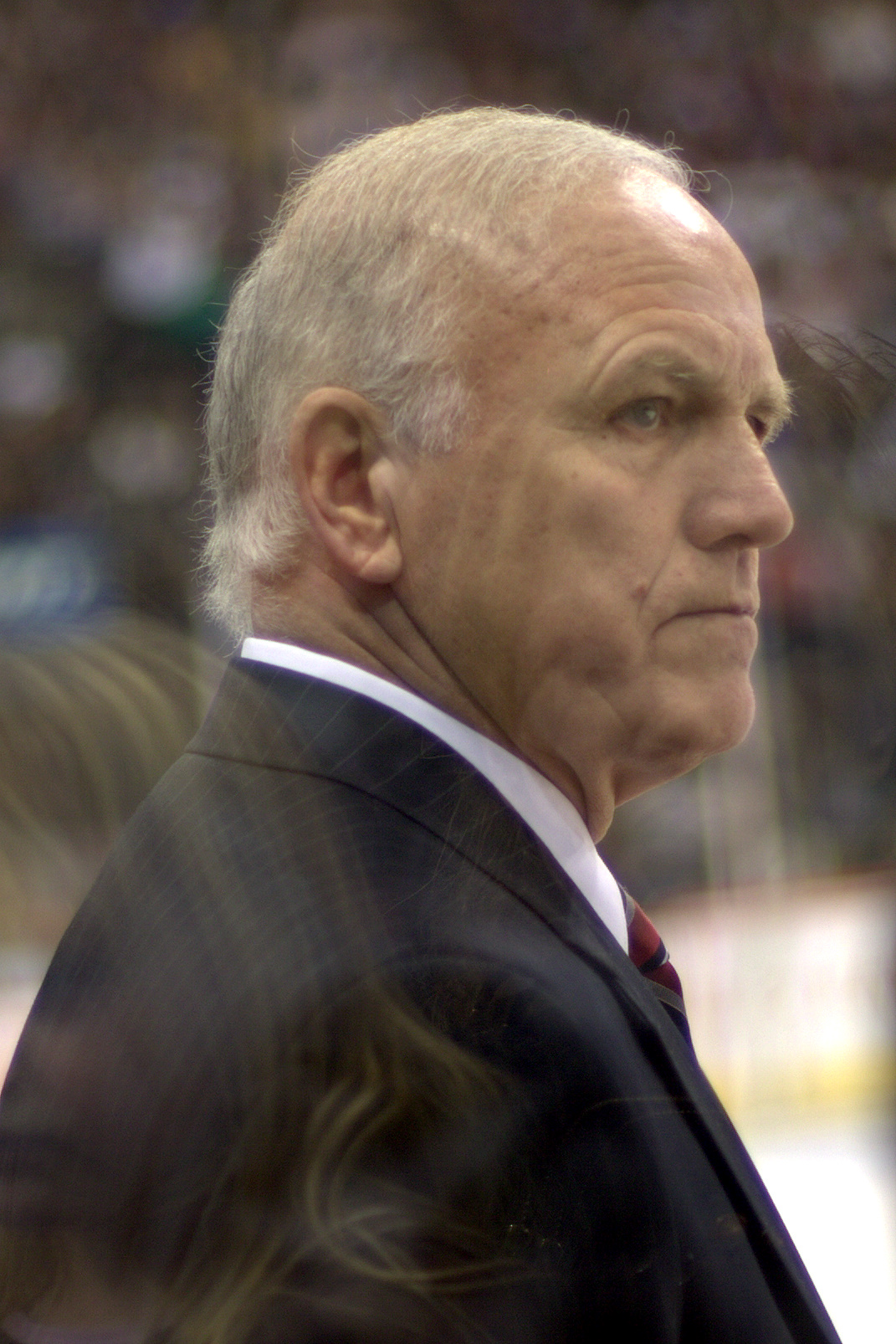
Jacques Lemaire har vunnit Jack Adams Award två gånger.

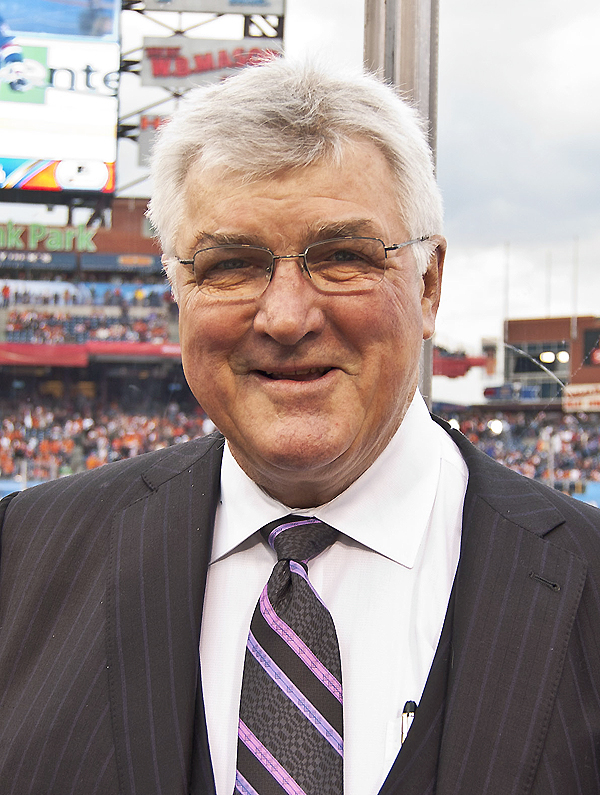
Pat Quinn vann Jack Adams Award två gånger.

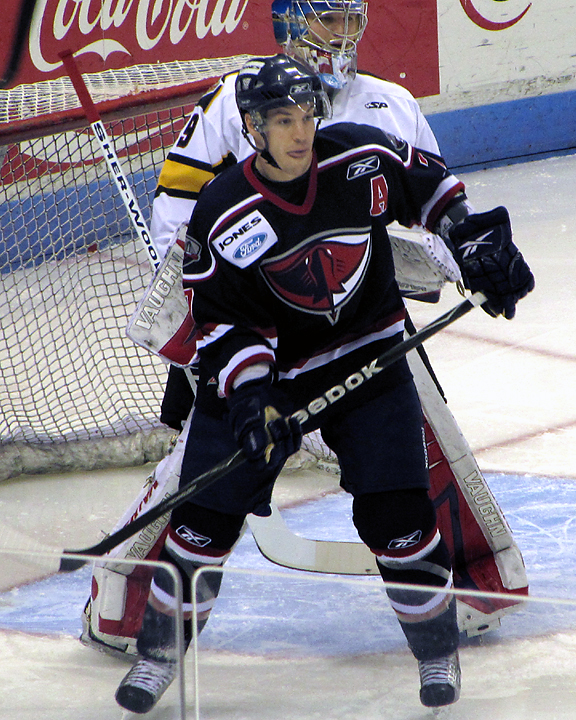
Spencer Carbery är den senaste tränaren som har vunnit Jack Adams Award.

Källa: 
| Säsong    | Vinnare                            | Lag                                | Vinster                            |
| --------- | ---------------------------------- | ---------------------------------- | ---------------------------------- |
| 1973–1974 | Fred Shero                         | Philadelphia Flyers                | 1                                  |
| 1974–1975 | Bob Pulford                        | Los Angeles Kings                  | 1                                  |
| 1975–1976 | Don Cherry                         | Boston Bruins                      | 1                                  |
| 1976–1977 | Scotty Bowman                      | Montreal Canadiens                 | 1                                  |
| 1977–1978 | Bobby Kromm                        | Detroit Red Wings                  | 1                                  |
| 1978–1979 | Al Arbour                          | New York Islanders                 | 1                                  |
| 1979–1980 | Pat Quinn                          | Philadelphia Flyers                | 1                                  |
| 1980–1981 | Red Berenson                       | St. Louis Blues                    | 1                                  |
| 1981–1982 | Tom Watt                           | Winnipeg Jets                      | 1                                  |
| 1982–1983 | Orval Tessier                      | Chicago Black Hawks                | 1                                  |
| 1983–1984 | Bryan Murray                       | Washington Capitals                | 1                                  |
| 1984–1985 | Mike Keenan                        | Philadelphia Flyers                | 1                                  |
| 1985–1986 | Glen Sather                        | Edmonton Oilers                    | 1                                  |
| 1986–1987 | Jacques Demers                     | Detroit Red Wings                  | 1                                  |
| 1987–1988 | Jacques Demers                     | Detroit Red Wings                  | 2                                  |
| 1988–1989 | Pat Burns                          | Montreal Canadiens                 | 1                                  |
| 1989–1990 | Bob Murdoch                        | Winnipeg Jets                      | 1                                  |
| 1990–1991 | Brian Sutter                       | St. Louis Blues                    | 1                                  |
| 1991–1992 | Pat Quinn                          | Vancouver Canucks                  | 2                                  |
| 1992–1993 | Pat Burns                          | Toronto Maple Leafs                | 2                                  |
| 1993–1994 | Jacques Lemaire                    | New Jersey Devils                  | 1                                  |
| 1994–1995 | Marc Crawford                      | Quebec Nordiques                   | 1                                  |
| 1995–1996 | Scotty Bowman                      | Detroit Red Wings                  | 2                                  |
| 1996–1997 | Ted Nolan                          | Buffalo Sabres                     | 1                                  |
| 1997–1998 | Pat Burns                          | Boston Bruins                      | 3                                  |
| 1998–1999 | Jacques Martin                     | Ottawa Senators                    | 1                                  |
| 1999–2000 | Joel Quenneville                   | St. Louis Blues                    | 1                                  |
| 2000–2001 | Bill Barber                        | Philadelphia Flyers                | 1                                  |
| 2001–2002 | Bob Francis                        | Phoenix Coyotes                    | 1                                  |
| 2002–2003 | Jacques Lemaire                    | Minnesota Wild                     | 2                                  |
| 2003–2004 | John Tortorella                    | Tampa Bay Lightning                | 1                                  |
| 2004–2005 | Ingen vinnare på grund av lockout. | Ingen vinnare på grund av lockout. | Ingen vinnare på grund av lockout. |
| 2005–2006 | Lindy Ruff                         | Buffalo Sabres                     | 1                                  |
| 2006–2007 | Alain Vigneault                    | Vancouver Canucks                  | 1                                  |
| 2007–2008 | Bruce Boudreau                     | Washington Capitals                | 1                                  |
| 2008–2009 | Claude Julien                      | Boston Bruins                      | 1                                  |
| 2009–2010 | Dave Tippett                       | Phoenix Coyotes                    | 1                                  |
| 2010–2011 | Dan Bylsma                         | Pittsburgh Penguins                | 1                                  |
| 2011–2012 | Ken Hitchcock                      | St. Louis Blues                    | 1                                  |
| 2012–2013 | Paul MacLean                       | Ottawa Senators                    | 1                                  |
| 2013–2014 | Patrick Roy                        | Colorado Avalanche                 | 1                                  |
| 2014–2015 | Bob Hartley                        | Calgary Flames                     | 1                                  |
| 2015–2016 | Barry Trotz                        | Washington Capitals                | 1                                  |
| 2016–2017 | John Tortorella                    | Columbus Blue Jackets              | 2                                  |
| 2017–2018 | Gerard Gallant                     | Vegas Golden Knights               | 1                                  |
| 2018–2019 | Barry Trotz                        | New York Islanders                 | 2                                  |
| 2019–2020 | Bruce Cassidy                      | Boston Bruins                      | 1                                  |
| 2020–2021 | Rod Brind'Amour                    | Carolina Hurricanes                | 1                                  |
| 2021–2022 | Darryl Sutter                      | Calgary Flames                     | 1                                  |
| 2022–2023 | Jim Montgomery                     | Boston Bruins                      | 1                                  |
| 2023–2024 | Rick Tocchet                       | Vancouver Canucks                  | 1                                  |
| 2024–2025 | Spencer Carbery                    | Washington Capitals                | 1                                  |